# Jerald Thompson
Jerald Stillwell „Jerry“ Thompson (* 15. August 1923 in Bowie, Texas; † 26. August 2021) war ein US-amerikanischer Leichtathlet.

## Leben
Jerald Thompson wurde als einer von drei Söhnen des Ehepaares Harvey A. Thompson Sr. und Leona Stillwell Thompson geboren. Bis 1941 besuchte Thompson die Woodrow Wilson High School in Dallas und erhielt 1949 einen Bachelor of Business Administration an der University of Texas at Austin. 1964 absolvierte er einen Master of Business Administration am City College of New York. Während des Zweiten Weltkriegs diente Thompson bei der Marine auf der Antietam.
Sportlich war Thompson mehrfacher National Collegiate Meister. Zudem war er Meister der Southwest Conference im Crosslauf. Bei den Olympischen Spielen 1948 in London schied Thompson im 5000-Meter-Lauf in seinem Vorlauf aus. 1976 wurde er in die Texas Sports Hall of Fame aufgenommen.